# Jesus Christ Superstar
Pour les articles homonymes, voir Jesus Christ Superstar (homonymie).
Jesus Christ Superstar est un opéra-rock, musique d'Andrew Lloyd Webber et lyrics de Tim Rice sorti sous la forme d'un album-concept en 1970 avant d'être porté sur scène à Broadway l'année suivante, puis au cinéma en 1973.
Il relate les derniers jours de la vie de Jésus de Nazareth tels que rapportés par le Nouveau Testament, de l'entrée à Jérusalem à la Crucifixion, en mettant en avant les relations interpersonnelles des personnages principaux, en particulier Jésus, Judas et Marie-Madeleine, relations qui ne sont pas décrites en profondeur dans les Évangiles.

## Historique
Ne réussissant pas à trouver les financements pour une production scénique, Andrew Lloyd Webber et Tim Rice décident de sortir leur création sous forme de double album 33 tours.

## L'album
Albums de Andrew Lloyd Webber
 Tim Rice
Joseph and the Amazing Technicolor Dreamcoat
(1969) Evita
(1976)

### Composition
Le livret se base sur les Évangiles synoptiques et la Vie du Christ (1958) de Fulton J. Sheen qui en fait la synthèse.
Le parolier Tim Rice a déclaré s'être inspiré également de la chanson de Bob Dylan With God on Our Side. Herod's Song est une réécriture lyrique de Try It and See, écrite initialement par Lloyd Webber et Rice pour le concours Eurovision de la chanson 1969 mais non retenue. Créée par Lulu, elle a été réenregistrée et sortie en single par Rita Pavone. Elle avait également été utilisée, sous le titre These Saladin Days, pour un projet de comédie musicale basée sur Richard Cœur de Lion, Come Back Richard Your Country Needs You initié en 1969 mais abandonné.
I Don't Know How to Love Him résulte également d'une collaboration antérieure entre Andrew Lloyd Webber et Tim Rice intitulée Kansas Morning (1968).

### Enregistrement
Pour l'enregistrement, Lloyd Webber et Rice réunissent des artistes venant à la fois du théâtre musical et de la scène rock britannique. Murray Head venait de quitter la production du West End de Hair et Ian Gillan venait juste de rejoindre le groupe rock Deep Purple. Bon nombre des musiciens principaux – les guitaristes Neil Hubbard et Henry McCullough, le bassiste Alan Spenner et le batteur Bruce Rowland – venaient du groupe de Joe Cocker, The Grease Band. Le saxophoniste Chris Mercer avait également joué aux côtés de Hubbard avec le groupe Juicy Lucy.
La chanteuse américaine Yvonne Elliman, qui interprète Marie Madeleine, est la seule à figurer à la fois sur l'album et dans les versions scénique et cinématographique.

### Distribution
Source : Jesus Christ Superstar Zone
Jesus Christ Superstar Zone 

#### Chanteurs
- Ian Gillan : Jésus (Jesus Christ en VO)
- Murray Head : Judas Iscariote (Judas Iscariot en VO)
- Yvonne Elliman : Marie Madeleine (Mary Magdalene en VO)
- Victor Brox : Caïphe (Caiaphas en VO)
- Barry Dennen : Ponce Pilate (Pontius Pilate en VO)
- Mike d'Abo : Hérode (King Herod en VO)
- John Gustafson : Simon le Zélote (Simon Zealotes en VO)
- Brian Keith : Anne (Annas en VO)
- Paul Davis : Pierre (Peter en VO)
- Annette Brox : la femme près du feu (Maid by the Fire en VO)
- Paul Raven : un prêtre
- P. P. Arnold, Tony Ashton, Tim Rice, Peter Barnfeather, Madeline Bell, Brian Bennett, Lesley Duncan, Kay Garner, Barbara Kay, Neil Lancaster, Alan M. O'Duffy, Terry Saunders : ensemble
- The Trinidad Singers dirigé par Horace James (Superstar)
- chœur d'enfants dirigé par Alan Doggett (Overture)

#### Musiciens
- Neil Hubbard – guitare électrique
- Henry McCullough – guitare électrique et acoustique
- Alan Spenner – basse
- Chris Mercer – sax ténor
- J. Peter Robinson – piano, piano électrique, orgue, orgue positif
- Bruce Rowland – batterie
- Norman Cave, Karl Jenkins – piano
- Mick Weaver – piano, orgue
- Andrew Lloyd Webber – piano, orgue, synthétiseur Moog
- Mike Vickers – synthétiseur Moog
- Alan Doggett – chef d'orchestre principal, synthétiseur Moog
- Clive Hicks, Chris Spedding, Louis Stewart, Steve Vaughan – guitares
- Jeff Clyne, Peter Morgan, Alan Weighall – basses
- Harold Beckett, Les Condon, Ian Hamer, Kenny Wheeler – trompettes
- Anthony Brooke, Joseph Castaldini – bassons
- Andrew McGavin, Douglas Moore, James Brown, Jim Buck Sr., Jim Buck Jr., John Burdon – cors
- Keith Christie, Frank Jones, Anthony Moore – trombones
- Ian Herbert – clarinette
- Chris Taylor, Brian Warren – flûtes
- Bill LeSage, John Marshall – batterie
- Cordes du City of London Ensemble

### Titres
| Face 1 1. Overture – 3:59 2. Heaven on Their Minds – 4:23 3. What's the Buzz / Strange Thing Mystifying – 4:13 4. Everything's Alright – 5:15 5. This Jesus Must Die – 3:36 Face 2 1. Hosanna – 2:07 2. Simon Zealotes / Poor Jerusalem – 4:49 3. Pilate's Dream – 1:28 4. The Temple – 4:43 5. Everything's Alright (Reprise) – 0:34 6. I Don't Know How to Love Him – 3:36 7. Damned for All Time / Blood Money – 5:11 | Face 3 1. The Last Supper – 7:10 2. Gethsemane (I Only Want to Say) – 5:33 3. The Arrest – 3:24 4. Peter's Denial – 1:27 5. Pilate and Christ / Hosanna (Reprise) – 2:46 6. Herod's Song (Try It and See) – 3:02 Face 4 1. Judas' Death – 4:17 2. Trial Before Pilate (Including the Thirty-Nine Lashes) – 5:13 3. Superstar – 4:16 4. The Crucifixion – 4:04 5. John Nineteen: Forty-One – 2:10 |

### Réception
Le premier single, constitué de la chanson-titre (Superstar) et de l'instrumental John 19:41, sort en novembre 1969. Le double album paraît quant à lui le 16 octobre 1970 au Royaume-Uni, sous pochette gatefold souple conçue par Robert Stace avec un livret de 12 pages, puis le 27 octobre aux États-Unis,, dans un coffret souple de couleur brune (The Brown Album) conçue par Ernie Cefalu et contenant les deux disques vinyle et un livret de 28 pages.
Interdit de diffusion sur la BBC au motif que l’œuvre est « sacrilège », il n'en domine pas moins le palmarès américain Billboard Top LP dès février 1971 et se classe numéro un dans le palmarès de fin d'année devant le succès de Carole King, Tapestry.
En 1983, l'album s'est vendu à plus de sept millions d'exemplaires dans le monde.
| Pays                  | Certification | Unités certifiées |
| --------------------- | ------------- | ----------------- |
| Canada (Music Canada) | Or            | 50 000            |
| États-Unis (RIAA)     | Or            | 500 000           |
| Royaume-Uni (BPI)     | Or            | 100 000           |

## La comédie musicale
Devant l'immense succès remporté par l'album aux États-Unis, la version scénique peut enfin voir le jour. Une version de concert est donnée en juillet 1971 à la Pennsylvania's Civic Arena de Pittsburgh avec Jeff Fenholt (Jésus), Carl Anderson (Judas) et Yvonne Elliman (Marie Madeleine), suivie de nombreuses versions « non autorisées ».
La première officielle a lieu au Mark Hellinger Theatre de Broadway le 12 octobre 1971 avec Jeff Fenholt (Jésus), Ben Vereen (Judas), Bob Bingham (Caïphe), Phil Jethro (Anne), Dennis Buckley (Simon), Michael Jason (Pierre) et Paul Ainsley (Hérode) dans une mise en scène de Tom O'Horgan. Yvonne Elliman (Marie Madeleine) et Barry Dennen (Pilate) retrouvent leurs rôles créés au disque. Carl Anderson remplace Ben Verren en alternance. Le spectacle se joue jusqu'au 30 juin 1973, totalisant 711 représentations.

### Rôles principaux
- Jésus Christ, baryténor (la1–la 3, falsetto sol4) : surnommé le  « Fils de Dieu » et le « Roi des Juifs »
- Judas Iscariote, ténor (si1–la3, falsetto mi4) : un des douze apôtres de Jésus
- Marie Madeleine, mezzo-soprano (fa2–mi 4) : suivante de Jésus
- Ponce Pilate, baryténor (la1–si 3) : gouverneur romain de Judée
- Caïphe, basse (do 1–fa3) : grand-prêtre ennemi de Jésus
- Anne, contre-ténor (sol2–ré4) : adjoint de Caïphe
- Pierre, baryton (la1–sol3) : un des douze apôtres de Jésus
- Simon le Zélote, ténor (sol2–si3) : un des douze apôtres de Jésus
- Hérode, baryton (si1–sol3) : tétrarque de Galilée

### Numéros musicaux

#### Acte I
- Overture – Orchestre
- Heaven on Their Minds – Judas
- What's the Buzz / Strange Thing Mystifying – les apôtres, Jésus, Marie Madeleine, Judas, Pierre, une femme
- Everything's Alright – Marie Madeleine, les femmes, Judas, Jésus, les apôtres
- This Jesus Must Die – Anne, Caïphe, les apôtres, les prêtres
- Hosanna – les apôtres, Caïphe, Jésus, ensemble
- Simon Zealotes / Poor Jerusalem – les apôtres, Simon, Jésus, ensemble
- Pilate's Dream – Pilate
- The Temple – ensemble, Jésus
- Everything's Alright (reprise) – Marie Madeleine, Jésus
- I Don't Know How to Love Him – Marie Madeleine
- Damned for All Time / Blood Money – Judas, Anne, Caïphe, le chœur

#### Acte II
- The Last Supper – les apôtres, Jésus, Judas
- Gethsemane (I Only Want to Say) – Jésus
- The Arrest – Judas, Jésus, Pierre, les apôtres, tous, Anne, Caïphe
- Peter's Denial – la jeune fille, Pierre, le soldat, le vieillard, Marie
- Pilate and Christ – Pilate, Anne, Jésus, tous
- King Herod's Song (Try It and See) – Hérode, les danseurs
- Could We Start Again Please? – Marie Madeleine, les apôtres, Pierre
- Judas' Death – Judas, Anne, Caïphe, le chœur
- Trial Before Pilate (Including the Thirty-Nine Lashes) – Pilate, Caïphe, Anne, Jésus, ensemble
- Superstar – Judas, Soul Sisters, les anges
- The Crucifixion – Jésus, ensemble
- John 19:41 – Orchestre

### Distinctions

#### Récompenses
- Drama Desk Awards 1972 : Compositeur le plus prometteur pour Andrew Lloyd Webber
- Theatre World Awards 1972 : Ben Vereen

#### Nominations
- Tony Awards 1972 : 
  - Meilleure partition originale pour Tim Rice et Andrew Lloyd Webber
  - Meilleur second rôle masculin dans une comédie musicale pour Ben Vereen
  - Meilleurs décors pour Robin Wagner
  - Meilleurs costumes pour Randy Barcelo
  - Meilleures lumières pour Jules Fisher

### Réception
Le spectacle reçoit des critiques partagées. Si le choix d'un Afro-américain pour le rôle de Judas est salué, Clive Barnes dans le New York Times estime que « la principale déception ne vient pas de la musique mais de la conception ».
L'œuvre est condamnée par différents groupes religieux, certains chrétiens l'estimant blasphématoire car présentant le personnage de Judas sous un jour trop sympathique et ses critiques de Jésus trop offensantes.
Tim Rice assume dans un entretien à Time avoir « essayé de raconter l'histoire d'un Christ humain, ce qui contribue à accroître son image », ne le considérant « pas comme Dieu mais comme le bon homme au bon moment et au bon endroit ».
L'impasse faite sur la Résurrection lui vaut aussi les mêmes critiques qu'à la comédie musicale Godspell, créée l'année précédente.
Certains Juifs de leur côté affirment que le livret renforce le mythe d'un peuple déicide en présentant majoritairement des méchants Juifs (Caïphe, Anne, Hérode) et une foule agressive appelant à la Crucifixion de Jésus .
Le spectacle est interdit en Afrique du Sud en raison de son caractère « irreligieux » et a contratio en République populaire de Hongrie, alors sous domination soviétique pour « propagande religieuse ».

### Principales productions

#### Londres, 1972
Jesus Christ Superstar fait ses débuts au Palace Theatre de Londres en 1972 avec Paul Nicholas (Jésus), Stephen Tate (Judas) et Dana Gillespie (Marie Madeleine) dans une mise en scène de Jim Sharman. Elle se joue durant huit ans, devenant à l'époque le spectacle musical le plus long du Royaume-Uni. Le compositeur Dmitri Chostakovitch assiste à une représentation peu de temps avant sa mort et loue le mélange entre formation rock et orchestre symphonique.

#### Paris, 1972
La version française est créée le 19 avril 1972 au théâtre de Chaillot dans une adaptation de Pierre Delanoë et une mise en scène de Victor Spinetti, avec Daniel Beretta (Jésus) et Anne-Marie David (Marie Madeleine). Relativement mal accueillie, le public français n'étant pas encore familiarisé avec le concept d'opéra-rock (La Révolution française, premier opéra-rock français sera créée l'année suivante), la production s'arrête au bout de 30 représentations.
Distribution
- Daniel Beretta : Jésus
- Farid Dali : Judas Iscariote
- Anne-Marie David : Marie Madeleine
- Bob Bingham : Caïphe
- Michel Zacha : Ponce Pilate
- Reney Deshauteurs : Hérode
- Michel Mella : Simon le Zélote
- Mathias Angel : Anne
- Michael Wade : Pierre
- Ronnie Bird, Gérard Curci, Pascal Dufar, Michel Fourau, Patrice Garsault, Nicolas Kok, Gérard Layani, William Sailly : les apôtres
- Hawck Malki : 1er prêtre / un garde
- Ivan Saur : 2e prêtre / un garde
- Georges Caudron, Chris Giogiadis : gardes d'Hérode
- Albine Anastasi, Marie-Thérèse Bayer, Nadine Delanoé, Michèle Fagès, Nadia Hazzi, Éliane Hollande, Maria Papkiewicz, Mauricia Platon : ensemble
- Irène Fontès, Jany Lacroix, Alain Le Bihan, Michèle Le Bihan, Françoise Marichy, Anna Wreil : danseurs

Équipe technique
- Adaptation française : Pierre Delanoë
- Mise en scène : Victor Spinetti
- Direction musicale : Antony Bowles
- Décors : Robin Wagner
- Costumes : Nicolas et Laurence Harlé
- Lumières : Jules Fisher

Source : SACEM

#### Autres pays
Jesus Christ Superstar est créé en Suède le 18 février 1972, en Australie au Capitol Theatre de Sydney en mai 1972, en Yougoslavie à Belgrade en juin 1972 dans une adaptation de Jovan Ćirilov et en Irlande au Gaiety Theatre de Dublin en 1973. La première production en espagnol a lieu en 1974 au Mexique sous le titre Jesucristo Super Estrella, puis l'année suivante en Espagne sous le titre Jesucristo Superstar.

## Le film
En 1973 sort au cinéma l'adaptation réalisée par Norman Jewison (qui vient de remporter un grand succès avec la version cinématographique multi-récompensée  d'Un violon sur le toit), avec Ted Neeley et Yvonne Elliman dans les rôles principaux.
Une deuxième adaptation réalisée par Gale Edwards et Nick Morris sort en vidéo en octobre 2000 au Royaume-Uni avec Glenn Carter (Jésus), Jérôme Pradon (Judas), Renée Castle (Marie Madeleine) et Rik Mayall (Hérode), avant d'être diffusé sur le chaîne américaine PBS en avril 2001.
Le 1er avril 2018, NBC diffuse une version de concert live avec John Legend (Jésus), Brandon Victor Dixon (Judas), Sara Bareilles (Marie Madeleine), Alice Cooper (Hérode), Norm Lewis (Caïphe), Ben Daniels (Pilate), Jin Ha (Annas), Erik Grönwall (Simon) et Jason Tam (Pierre).